# Кеннет Чой
Кеннет Чой (англ. Kenneth Choi, нар. 20 жовтня 1971, Чикаго, Іллінойс, США) — американський актор. Найбільш відомий за роллю Генрі Ліна в телесеріалі «Сини анархії» (2008—2014), Честера Мінга у фільмі Мартіна Скорсезе «Вовк з Уолл-стріт» (2013), судді Ленса Іто в «Люди проти. О. Дж. Сімпсон: Американській історії злочинів» (2016). Він також відомий своїми ролями Джима Моріти та директора Моріти у фільмах кіновсесвіту Marvel «Капітан Америка: Перший месник» (2011) та «Людина-павук: Повернення додому» (2017), а також Льюїса в комедійному серіалі FOX «Остання людина на Землі» (2016—2017). З 2018 року він знімається в драматичному серіалі про службу з надзвичайних ситуацій FOX «9-1-1», де грає пожежника в Лос-Анджелесі Хоуї «Чімні» Хана.

## Раннє життя
—Кеннет Чой
Чой народився в Чикаго, штат Іллінойс, у родині корейських іммігрантів. Його батько був бізнесменом та працював професором електротехніки. Його мати була дипломованою медсестрою, перш ніж стати мамою-домогосподаркою. Чой — середній із трьох дітей. Він відвідував Лонгвудську початкову школу в Гленвуді, штат Іллінойс. Потім навчався в середній та молодшій середній школі в Бруквудському шкільному окрузі 167. Чой вперше спробував виступати як брейкдансер у молоді роки. Він займався бігом і був гімнастом у середній школі Хоумвуд-Флоссмур, де на другому курсі їздив на коні. Його батьки, особливо батько, були проти його дитячих мрій стати актором, вказуючи йому займатися «відповідальною та розумною» кар'єрою, наприклад, бухгалтерією. Чой послухався поради батьків і отримав спеціальність бухгалтерського обліку в Університеті Пердью в місті Вест-Лафайетт, штат Індіана, але пізніше вирішив кинути навчання, щоб здійснити свою дитячу мрію. Чой казав: «Я походив із дуже традиційної азійської сім'ї, тому батьки були дуже суворими. Коли я вирішив зайнятися акторською майстерністю, я знав, що повинен робити все сам. Коли я покинув Середній Захід, я обірвав усі зв'язки зі своєю родиною. Я фактично втік із дому».
Кеннет Чой переїхав до Портленда, штат Орегон, щоб почати кар'єру актора. У нього ще не було досвіду роботи, тому він влаштувався на роботу в місцевий магазин прокату фільмів Блокбастер. Наступні п'ять років він навчався з місцевими вчителями акторської майстерності в Портленді, особливо з Полом Ворнером.

## Акторська кар'єра
Чой почав свою акторську кар'єру в Портленді, штат Орегон. Його перша роль була в телевізійному фільмі Disney Channel, «Геловінтаун», з Деббі Рейнольдс. Щоби продовжити кар'єру актора, наприкінці 1999 року Чой переїхав до Лос-Анджелеса. Там він знявся у понад 25 фільмах, зокрема «Вовк з Уолл-стріт» (як Честер Мінг), Капітан Америка: Перший месник (як Джим Моріта), «Червоний світанок» (як Сміт) і «Загін самогубців». У фільмі 2017 року «Людина-павук: Повернення додому» він грає онука свого героя Капітана Америки.
Чой знявся в понад 40 телешоу. Зокрема, він зіграв Генрі Ліна в «Синах анархії», капітана Еда Роллінза в телесеріалі NBC «Залізна сторона» та Сема Латтрелла в телесеріалі NBC «Вірність».
Чой зіграв суддю Ленса Іто в серіалі FX, відзначеному премією «Еммі», «Люди проти. О. Дж. Сімпсон: Американська історія злочинів». Він також з'являвся в різних телесеріалах, включно з «Лонгмайр», «Новини», «Остання людина на Землі», «Хор», «Герої», «24», «Лінкольн Хайтс», "CSI: Місце злочину», «Доктор Хаус» і «Король Квінс».
Чой озвучив роль Джима Моріти у відеогрі «Капітан Америка: Суперсолдат». Він також озвучив роль гангстера у відеогрі 2004 року «Grand Theft Auto: San Andreas».
У жовтні 2017 року Чой отримав роль Хоуї «Чімні» Хана в популярному драматичному серіалі FOX TV «9-1-1». У 2018 році Чой зіграв Боба Дваєра в новому серіалі Starz, «По той бік». Того ж року він знявся в повнометражних фільмах «Небезпечний бізнес» разом із Джоелем Еджертоном і Шарліз Терон і «Готель Артеміда» з Джоді Фостер.

## Фільмографія

### Фільми
| Рік  | Назва                           | Роль                                      | Примітки |
| ---- | ------------------------------- | ----------------------------------------- | -------- |
| 1998 | Геловінтаун                     | Хіп-Продаж-Істота                         |          |
| 2000 | Глибоке Ядро                    | Уейн Ланг                                 |          |
| 2001 | За межами блідості              | Дуглас                                    | [ 10 ]   |
| 2002 | Жінка у вогні                   | Двірник                                   |          |
| 2003 | Timecop 2: Берлінське рішення   | Професор Джош Чан                         |          |
| 2004 | Термінал                        | Офіцер CBP                                |          |
| 2005 | Дорога до озера Каньйон         | Понг                                      |          |
| 2005 | Крутічаси                       | Фудзімото                                 |          |
| 2006 | У тилу ворога II: Вісь зла      | Посол Південної Кореї Лі Сунг Пак         |          |
| 2006 | Тільки сміливим                 | Дейв Фукусіма                             |          |
| 2006 | Скасування                      | Денні                                     |          |
| 2006 | Серце спеціаліст                | Мітчелл Кван                              |          |
| 2007 | дитина                          | Майк                                      |          |
| 2007 | Прогулянка                      | Дейв                                      |          |
| 2007 | Війна                           | Такада                                    |          |
| 2007 | Корейський квартал              | Сіл Добре одягнений торговець наркотиками |          |
| 2008 | Королі вулиці                   | Бос Кім                                   |          |
| 2011 | Капітан Америка: Перший Месник  | Джим Моріта                               |          |
| 2012 | Др0н                            | Джей                                      |          |
| 2012 | Червона зоря                    | Капрал Сміт                               |          |
| 2012 | Справжній святий Нік            | Джек                                      |          |
| 2013 | П'ять тринадцять                | ЦРУ                                       |          |
| 2013 | Вовк з Уолл-стріт               | Честер Мін                                |          |
| 2016 | Загін самогубців                | Бос Якудза                                |          |
| 2017 | Стефані                         |                                           |          |
| 2017 | Людина-павук: Повернення додому | Директор Моріта                           |          |
| 2017 | Яскраві                         | Ямахара                                   |          |
| 2018 | Небезпечний бізнес              | Марті                                     |          |
| 2018 | Готель Артеміда                 | Буке                                      |          |
| 2018 | Офісний розковбас               | Фредді Вонг                               |          |
| 2026 | Милосердя                       |                                           |          |

### Телешоу
| Рік       | Назва                                                      | Роль                         | Примітка                                                   |
| --------- | ---------------------------------------------------------- | ---------------------------- | ---------------------------------------------------------- |
| 1999      | Військовий стан                                            | Водій                        | Епізод: «Блакитний грип»                                   |
| 2000      | Західне крило                                              | Агент секретної служби № 1   | Епізод: «Шість зустрічей до обіду»                         |
| 2000      | Мисливиця                                                  | Дуглас Хо                    | Епізод: «Розкидані»                                        |
| 2000      | Арлісс                                                     | Томмі Такега                 | Епізод: «Там, де є воля…»                                  |
| 2000      | V.I.P.                                                     | Десмонд Кусарі               | Епізод: «Чудовий Вал»                                      |
| 2000      | Розуелл                                                    | Кен                          | Епізод: «Шкіра та кістки»                                  |
| 2001      | Відділ                                                     | Луїс Тан                     | Епізод: «Відпущення гріхів»                                |
| 2001      | Брати Гарсіа                                               | Алек Лінд                    | Епізод: «Банда в бігу»                                     |
| 2001      | Крістін                                                    | Smoove                       | Епізод: «Ескорт»                                           |
| 2001      | Останній мертвий                                           | Сід Наркоман                 | Епізод: «Хібі Джибі»                                       |
| 2002      | Реба                                                       | Офіцер Аокі                  | Епізод: «Лебедина пісня Брока»                             |
| 2002      | Король Квінс                                               | Тодд Лінг                    | Епізод: «Священна скумбрія»                                |
| 2003      | Президіо Мед                                               | Денніс                       | 2 епізоди                                                  |
| 2003      | Розслідування Джордан                                      | Гарма                        | Епізод: «Вогонь і лід»                                     |
| 2003      | Беккер                                                     | Нам                          | Епізод: «Фініки та горіхи»                                 |
| 2003–04   | Драгнет                                                    | Кримінальний слідчий Баррелл | 2 епізоди                                                  |
| 2004      | Як сказав Джим                                             | Технічна лабораторія         | Епізод: «Величезна різниця»                                |
| 2004–05   | Доктор Хаус                                                | Доктор Лім                   | 2 епізоди                                                  |
| 2005      | Лас Вегас                                                  | Дункан Сабусава              | Епізод: «Підробити гроші та втікати»                       |
| 2006      | CSI: Місце злочину                                         | Джейсон Туа                  | Епізод: «Після смерті»                                     |
| 2007      | Акула                                                      | Кірк Беглі                   | Епізод: «Гнів хана»                                        |
| 2007      | Лінкольн Хайтс                                             | Ентоні Мун                   | Епізод: «Трюки Ласощі»                                     |
| 2007      | 24                                                         | Оперативний Чен              | 4 епізоди                                                  |
| 2008      | Дівчина-самурай                                            | Сато                         | 6 епізодів                                                 |
| 2008–09   | Збій                                                       | Майкі Хан                    | 3 епізоди                                                  |
| 2008–14   | Сини анархії                                               | Генрі Лін                    | 14 епізодів                                                |
| 2009      | Без сліду                                                  | Агент Філіп Шен              | Епізод: «Одного разу втрачено»                             |
| 2009      | Герої                                                      | Сем Дуглас                   | Епізод: «Розділ дев'ятий „Повернись і зіткнися зі дивним“» |
| 2009      | Хор                                                        | Доктор Ву                    | 2 епізоди                                                  |
| 2010      | Хоторн                                                     | Доктор Пол Хюн               | 3 епізоди                                                  |
| 2011      | Остання людина, що залишилася                              | Доктор Вонг                  | 2 епізоди                                                  |
| 2012      | Новини                                                     | Доктор Лі                    | Епізод: «Більший Дурень»                                   |
| 2013      | Айронсайд                                                  | Капітан Ед Роллінз           | 9 епізодів                                                 |
| 2013      | Лонгмайр                                                   | Доктор Блумфілд              | Епізод: «Тосканський червоний»                             |
| 2014      | Агенти Щ.И.Т.                                              | Джим Моріта                  | Епізод: «Тіні»                                             |
| 2015      | Вірність                                                   | Сем Латтрелл                 | 13 епізодів                                                |
| 2016      | Народ проти. О. Дж. Сімпсон: Американська історія злочинів | Суддя Ленс Іто               | 7 епізодів                                                 |
| 2016–17   | Остання людина на Землі                                    | Льюїс                        | 10 епізодів                                                |
| 2017      | Медики Чикаго                                              | Доктор Девід Квон            | 2 епізоди                                                  |
| 2017      | 404 розмір                                                 | Кодзіма                      | Епізод: «Імпульс»                                          |
| 2018–нині | 9-1-1                                                      | Хоуї «Чімні» Хан             | 63 епізоди                                                 |
| 2018      | По той бік                                                 | Боб Дваєр                    | 4 епізоди                                                  |
| 2019      | Снігопад                                                   | Боббі «Боб-Боб» Кім          | Епізод: «Кеш енд Керрі»                                    |

### Відео ігри
| Рік  | Назва                         | роль        |
| ---- | ----------------------------- | ----------- |
| 2004 | Grand Theft Auto: San Andreas | Гангстер    |
| 2011 | Капітан Америка: Суперсолдат  | Джим Моріта |

### Музичні кліпи
| Рік  | Художник    | Назва пісні     | Режисер    |
| ---- | ----------- | --------------- | ---------- |
| 2016 | OneRepublic | «Wherever I Go» | Джозеф Кан |